# Liste der State-, U.S.- und Interstate-Highways in Indiana
Dies ist eine Aufstellung von State Routes, U.S. Highways und Interstates im US-Bundesstaat Indiana, nach Nummern.

## State Routes

### Gegenwärtige Strecken
- Indiana State Route 1
- Indiana State Route 2
- Indiana State Route 3
- Indiana State Route 4 (West)
- Indiana State Route 4 (Mitte)
- Indiana State Route 4 (Ost)
- Indiana State Route 5
- Indiana State Route 7
- Indiana State Route 8 (West)
- Indiana State Route 8 (Ost)
- Indiana State Route 9
- Indiana State Route 10
- Indiana State Route 11 (Süd)
- Indiana State Route 11 (Nord)
- Indiana State Route 13
- Indiana State Route 14
- Indiana State Route 15
- Indiana State Route 16
- Indiana State Route 17
- Indiana State Route 18
- Indiana State Route 19
- Indiana State Route 22
- Indiana State Route 23
- Indiana State Route 25
- Indiana State Route 26
- Indiana State Route 28
- Indiana State Route 29
- Indiana State Route 32
- Indiana State Route 37
- Indiana State Route 38
- Indiana State Route 39 (Süd)
- Indiana State Route 39 (Nord)
- Indiana State Route 42
- Indiana State Route 43
- Indiana State Route 44
- Indiana State Route 45
- Indiana State Route 46
- Indiana State Route 47
- Indiana State Route 48
- Indiana State Route 49
- Indiana State Route 51
- Indiana State Route 53
- Indiana State Route 54
- Indiana State Route 55
- Indiana State Route 56
- Indiana State Route 57
- Indiana State Route 58
- Indiana State Route 59
- Indiana State Route 60
- Indiana State Route 61
- Indiana State Route 62
- Indiana State Route 63
- Indiana State Route 64
- Indiana State Route 65
- Indiana State Route 66
- Indiana State Route 67
- Indiana State Route 68
- Indiana State Route 69
- Indiana State Route 70
- Indiana State Route 71
- Indiana State Route 75
- Indiana State Route 101
- Indiana State Route 103
- Indiana State Route 104
- Indiana State Route 105
- Indiana State Route 106
- Indiana State Route 109
- Indiana State Route 110
- Indiana State Route 111
- Indiana State Route 114
- Indiana State Route 115
- Indiana State Route 116
- Indiana State Route 117
- Indiana State Route 119
- Indiana State Route 121
- Indiana State Route 124
- Indiana State Route 126
- Indiana State Route 127
- Indiana State Route 128
- Indiana State Route 129
- Indiana State Route 130
- Indiana State Route 134
- Indiana State Route 135
- Indiana State Route 140
- Indiana State Route 142
- Indiana State Route 143
- Indiana State Route 144
- Indiana State Route 145
- Indiana State Route 148
- Indiana State Route 149
- Indiana State Route 152
- Indiana State Route 154
- Indiana State Route 156
- Indiana State Route 157
- Indiana State Route 158
- Indiana State Route 159
- Indiana State Route 160
- Indiana State Route 161
- Indiana State Route 162
- Indiana State Route 163
- Indiana State Route 164
- Indiana State Route 165
- Indiana State Route 166
- Indiana State Route 167
- Indiana State Route 168
- Indiana State Route 201
- Indiana State Route 203
- Indiana State Route 205
- Indiana State Route 211
- Indiana State Route 212
- Indiana State Route 213
- Indiana State Route 218
- Indiana State Route 225
- Indiana State Route 227
- Indiana State Route 229
- Indiana State Route 232
- Indiana State Route 234
- Indiana State Route 235
- Indiana State Route 236
- Indiana State Route 237
- Indiana State Route 240
- Indiana State Route 241
- Indiana State Route 243
- Indiana State Route 244
- Indiana State Route 245
- Indiana State Route 246
- Indiana State Route 249
- Indiana State Route 250
- Indiana State Route 252
- Indiana State Route 256
- Indiana State Route 257
- Indiana State Route 258
- Indiana State Route 261
- Indiana State Route 262
- Indiana State Route 263
- Indiana State Route 264
- Indiana State Route 265
- Indiana State Route 267
- Indiana State Route 269
- Indiana State Route 301
- Indiana State Route 311
- Indiana State Route 312
- Indiana State Route 327
- Indiana State Route 331
- Indiana State Route 332
- Indiana State Route 334
- Indiana State Route 335
- Indiana State Route 337
- Indiana State Route 340
- Indiana State Route 341
- Indiana State Route 342
- Indiana State Route 350
- Indiana State Route 352
- Indiana State Route 356
- Indiana State Route 357
- Indiana State Route 358
- Indiana State Route 362
- Indiana State Route 364
- Indiana State Route 403
- Indiana State Route 427
- Indiana State Route 441
- Indiana State Route 443
- Indiana State Route 445
- Indiana State Route 446
- Indiana State Route 450
- Indiana State Route 458
- Indiana State Route 462
- Indiana State Route 520
- Indiana State Route 524
- Indiana State Route 526
- Indiana State Route 545
- Indiana State Route 550
- Indiana State Route 558
- Indiana State Route 641
- Indiana State Route 645
- Indiana State Route 650
- Indiana State Route 662
- Indiana State Route 727
- Indiana State Route 827
- Indiana State Route 912
- Indiana State Route 930
- Indiana State Route 933

### Außer Dienst gestellte Strecken
- Indiana State Route 6
- Indiana State Route 8
- Indiana State Route 21
- Indiana State Route 33
- Indiana State Route 34
- Indiana State Route 35
- Indiana State Route 73
- Indiana State Route 79
- Indiana State Route 100
- Indiana State Route 102
- Indiana State Route 107
- Indiana State Route 112
- Indiana State Route 113
- Indiana State Route 118
- Indiana State Route 122
- Indiana State Route 123
- Indiana State Route 131
- Indiana State Route 132
- Indiana State Route 133
- Indiana State Route 136
- Indiana State Route 141
- Indiana State Route 146
- Indiana State Route 202
- Indiana State Route 208
- Indiana State Route 209
- Indiana State Route 210
- Indiana State Route 216
- Indiana State Route 219
- Indiana State Route 220
- Indiana State Route 221
- Indiana State Route 223
- Indiana State Route 230
- Indiana State Route 231
- Indiana State Route 238
- Indiana State Route 259
- Indiana State Route 266
- Indiana State Route 303
- Indiana State Route 313
- Indiana State Route 316
- Indiana State Route 318
- Indiana State Route 319
- Indiana State Route 324
- Indiana State Route 329
- Indiana State Route 330
- Indiana State Route 343
- Indiana State Route 345
- Indiana State Route 346
- Indiana State Route 367
- Indiana State Route 407
- Indiana State Route 420
- Indiana State Route 431
- Indiana State Route 434
- Indiana State Route 435
- Indiana State Route 469
- Indiana State Route 513
- Indiana State Route 527
- Indiana State Route 532
- Indiana State Route 534
- Indiana State Route 552
- Indiana State Route 555
- Indiana State Route 562
- Indiana State Route 627
- Indiana State Route 762
- Indiana State Route 829

## Interstate Highways
Gegenwärtige Strecken:
- Interstate 64
- Interstate 65
- Interstate 69
- Interstate 70
- Interstate 74
- Interstate 80
- Interstate 90
- Interstate 94
- Interstate 164
- Interstate 265
- Interstate 275
- Interstate 465
- Interstate 469
- Interstate 865

## U.S. Highways

### Gegenwärtige Strecken
- U.S. Highway 6
- U.S. Highway 12
- U.S. Highway 20
- U.S. Highway 24
- U.S. Highway 27
- U.S. Highway 30
- U.S. Highway 31
- U.S. Highway 33
- U.S. Highway 35
- U.S. Highway 36
- U.S. Highway 40
- U.S. Highway 41
- U.S. Highway 50
- U.S. Highway 52
- U.S. Highway 131
- U.S. Highway 136
- U.S. Highway 150
- U.S. Highway 224
- U.S. Highway 231
- U.S. Highway 421

### Außer Dienst gestellte Strecken
- U.S. Highway 112
- U.S. Highway 112S
- U.S. Highway 152
- U.S. Highway 460